# Lepidolopha
Lepidolopha là một chi thực vật có hoa trong họ Cúc (Asteraceae).

## Loài
Chi Lepidolopha gồm các loài: